# Блок 11а
Блок 11а је део целине коју чине и Блокови 11б и 11ц, у оквиру Градске општине Нови Београд. 

## Положај
Блок 11а је на изузетно погодној локацији, окружен улицом Трешњиног цвета, Булеваром Михајла Пупина, Булеваром Николе Тесле и улицом Алексиначких рудара, која представља границу према блоку 11б. Остали блокови који га окружују су 10, 12 и 31. У саставу је Месне заједнице Икарус, а у облику је троугла.

## Грађевине
Блок 11а је ново−изграђени блок, где је доминирала зграда „Енергопројекта„ (изграђена 1982. по пројекту арх. Александра Кековића, добитница "Борбине" награде за архитектуру из уже Србије), а последњих деценија изграђено је неколико нових стамбених и пословних зграда. У двема шестоспратним "жутим", и двема "браон" зградама, као и у згради цилиндричног облика изграђени су луксузни станови, углавном великих квадратура. Поред тога гради се још једна луксузна стамбено−пословна зграда, „Парк 11”.
Изграђено је неколико пословних зграда − пословни објекат VIG Plaza, Фалкенштајнер хотел Београд, Danube Business Center, Амбасада Јапана и др. У завршној фази изградње је и Кинески културни центар, на месту некадашње кинеске амбасаде, која је оштећена у НАТО бомбардовању 1999. године и пресељена.
У блоку се налази вртић „Трешњин цвет”, приватна клиника, Фитнес центар, банка, продавнице и ресторани. Због бројних објеката, нема много зелених површина.
Испред зграде „Енергопројекта” постављена је спомен−биста Жамбила Жабајева, песника из Казахстана, а испред Кинеског културног центра је споменик Конфучију.

## Околина
Преко пута блока је Тржни центар (Yu biznis centar), а у близини су и ТЦ Меркатор, Стари Меркатор, пијаца, Градска општина Нови Београд и МУП Нови Београд. Најближа основна школа је у блоку 11ц, Средња туристичка школа је у Блоку 2, Графичка и 9. београдска гимназија у Блоку 5, а „БК Универзитет” у блоку 11б. 
У непосредној близини се налази Земунски кеј и Парк Ушће, са стазама за шетњу, бициклистичким и рекреативним стазама за трчање.

## Саобраћај
Блок 11а је аутобуским линијама повезан са центром града и осталим градским подручјима. Булеваром Михајла Пупина пролазе аутобуси на линијама 16, 65, 72, 75, 77, 78, 83. Булеваром Николе Тесле пролазе линије 15, 84, 704 и 707.

## Галерија
- Пословне и стамбене зграде
- Енергопројект
- Кинески културни центар
- Стамбене зграде, Блок 11а, Нови Београд
- Спомен−биста Жамбила Жабајева
- споменик Конфучију